# Disco de acrecimiento

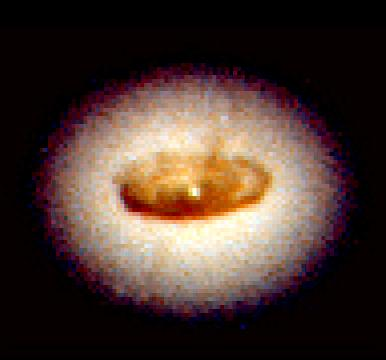
Imagen tomada por el Telescopio espacial Hubble de un disco de acrecimiento rodeando el agujero negro del núcleo de la galaxia elíptica NGC 4261.

Un disco de acrecimiento o disco de acreción es una estructura en forma de disco, compuesto de gas y polvo girando en torno a un objeto central masivo. El material del disco, por pérdida de energía rotacional, tiende a decaer hacia el centro, donde la masa se suma a la del objeto central. La dinámica de estos objetos astrofísicos está gobernada principalmente por la ley de conservación del momento angular. El disco puede ser extenso verticalmente dando lugar a una estructura de tipo toroidal. Los discos de acrecimiento pueden encontrarse alrededor de agujeros negros, núcleos de galaxias activos  (en inglés más llamados por su acrónimo: AGN Active Galactic Nuclei), o alrededor de estrellas muy jóvenes en proceso de formación. En este último caso, se denominan también discos circunestelares y usualmente, los sistemas planetarios se originan a partir de discos de este tipo. Después, la diferencia de densidades de materia en el disco de acreción, causará que se formen cúmulos de donde el resto de los elementos del sistema se terminen de formar, cómo planetas y sus satélites.
En estos sistemas astrofísicos de altas densidades de energía,  partículas cargadas como protones y núcleos atómicos pueden ser acelerados a velocidades relativistas y generar rayos cósmicos de ultra-altas energías, los cuales son un tipo de radiación cósmica con un espectro de energía más alto al habitual observado en astronomía.
A modo de ejemplo, cuando se deja caer miel lentamente desde un envase, se crea una especie de disco de acrecimiento entre la Tierra y la miel del envase, debido a la gravedad. Esto es, básicamente, un disco de acrecimiento ya que se forma con principios similares en cuestiones gravitatorias. Podría decirse que, en la Tierra, la consistencia de la miel (y líquidos similares) posee un comportamiento parecido al de la masa estelar que constituye un disco de acrecimiento, el cual está hecho del plasma que compone las estrellas.
Una estrella u otro astro situado en un sistema binario puede también formar un disco de acrecimiento robando materia de las capas exteriores de su compañera. Esta materia forma un anillo en torno a la estrella captora, pudiendo llegar a caer sobre la superficie de la misma tras describir una trayectoria en espiral. Debido a las enormes velocidades que alcanza la materia en dicha caída se observa una fuerte emisión de rayos X, que ha servido para detectar objetos que no emiten radiación por sí solos, como es el caso de las estrellas de neutrones o los agujeros negros. Estos sistemas binarios se conocen como binarias de rayos X.

## Formación de discos de acrecimiento

Representación artística de un disco de acrecimiento en una estrella alimentado por material procedente de su compañera binaria.

El disco es una estructura común en el universo. Tanto galaxias como estrellas se han formado a la vez en discos de acrecimiento de muy diferentes dimensiones. El motivo que origina tan comunes estructuras a partir de informes nubes de gas es sencillo. Casi toda masa de gas posee un cierto momento angular, una mínima cantidad de rotación. Es decir, las inmensas nubes que se colapsan formando estas estructuras giran inicialmente, aunque sea muy lentamente. El sistema de gas en rotación se mantiene en un delicado equilibrio que se puede romper debido a la onda de presión de una supernova o a que alcanza una cantidad de masa crítica, por ejemplo. Cuando sobreviene la inestabilidad y la nube se comprime por el efecto creciente de la gravedad, esta empieza a experimentar ciertos cambios que la conducirán a formar un disco.
Al comprimirse la nube gira más deprisa por conservación del momento angular. Pero este giro solo ocurre a lo largo de su plano de giro. En las zonas de mayor rotación la fuerza centrífuga adquiere cada vez mayor intensidad. Esta asimetría cada vez más acusada es la que, poco a poco, acaba por dar forma al disco. Las regiones suprayacentes y subyacentes al plano de giro, es decir los polos, caen libres a gran velocidad mientras que el gas que gira a lo largo de dicho plano se ve muy frenado por la creciente fuerza centrífuga. Así pues, la acción combinada de rotación y gravedad es la que, al final, dará la característica forma de disco.
Los discos de acrecimiento más activos presentan fuertes chorros de emisión de material a lo largo del eje de rotación. Este fenómeno se denomina comúnmente difusión ambipolar. La estructura y naturaleza de los mecanismos de emisión en chorro no se conocen con precisión aunque se cree que tienen que ver con la presencia de un fuerte campo magnético. El material central fuertemente ionizado escupe una parte de sí a través de las líneas de campo que actúan a modo de guías.

## Discos de acrecimiento alrededor de estrellas jóvenes

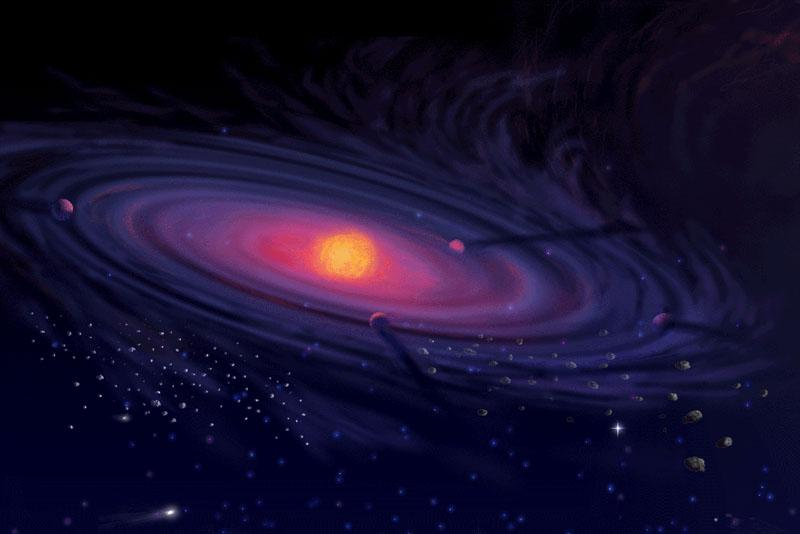
Visión artística de un disco protoplanetario.

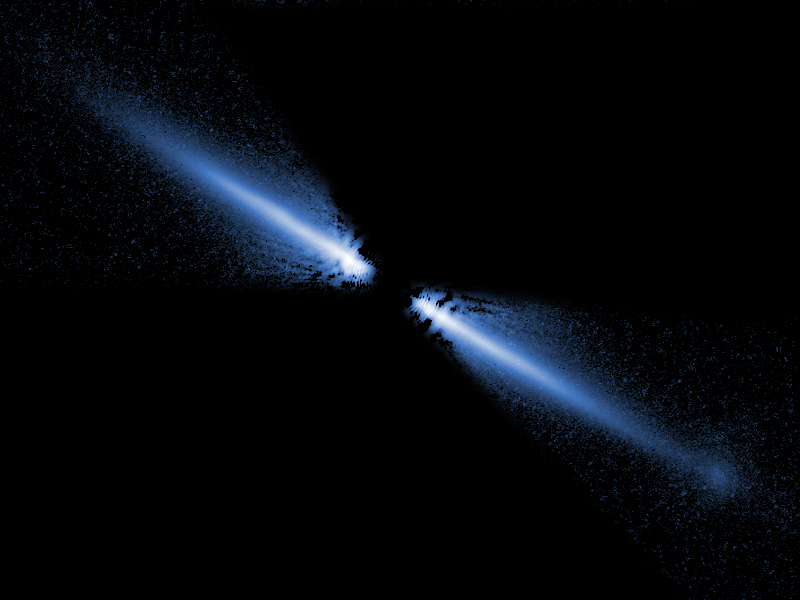
Disco secundario de polvo alrededor del sistema AU Microscopii. Imagen del Telescopio Espacial Hubble.

La formación de una estrella a partir de una nube de gas molecular es un proceso que transcurre en escalas de tiempo entre 105 y 106 años. Como el momento angular ha de ser conservado, la mayor parte del material cae inicialmente sobre un disco de acrecimiento que lentamente va acumulándose sobre la estrella central. El momento angular es redistribuido hacia las regiones exteriores del disco, es decir, la mayor parte de la masa acreta sobre la estrella central mientras que una pequeña parte del material exterior se extiende alejándose y llevándose el momento angular necesario para producir el acrecimiento interior. Estos discos tienen periodos de vida de 1-10 Myr. Las estrellas jóvenes muestran señales de acrecimiento por medio de excesos de emisión infrarroja (presencia de disco) y ultravioleta (acreción de material). El disco, iluminado y calentado por la estrella central, puede percibirse en algunas imágenes astronómicas en el infrarrojo y en rangos de onda del milimétrico. Los discos que no pueden resolverse ópticamente (extensión espacial inferior a la resolución del instrumento) pueden detectarse por medio de la distribución espectral de energía (SED Spectral Energy Distribution) que presenta un exceso de emisión en el infrarrojo.
En caso de ser sistemas múltiples, se ha comprobado que se pueden dar dos configuraciones distintas de discos de acrecimiento: o bien se forma un disco alrededor de cada uno de los componentes del sistema y un disco en común alrededor de todos ellos, o directamente se forma un disco en común alrededor de los componentes del sistema, sin discos "individuales".
En estrellas jóvenes que se encuentran ya dentro de la secuencia principal y con edades en torno a 100 millones de años se pueden observar discos secundarios de polvo sin restos importantes de gas orbitando la estrella central. Estos discos de segunda generación se formarían a partir de los impactos destructivos entre planetesimales remanentes de la formación planetaria capaces de producir una gran cantidad de polvo.

## Discos de acrecimiento alrededor de objetos compactos

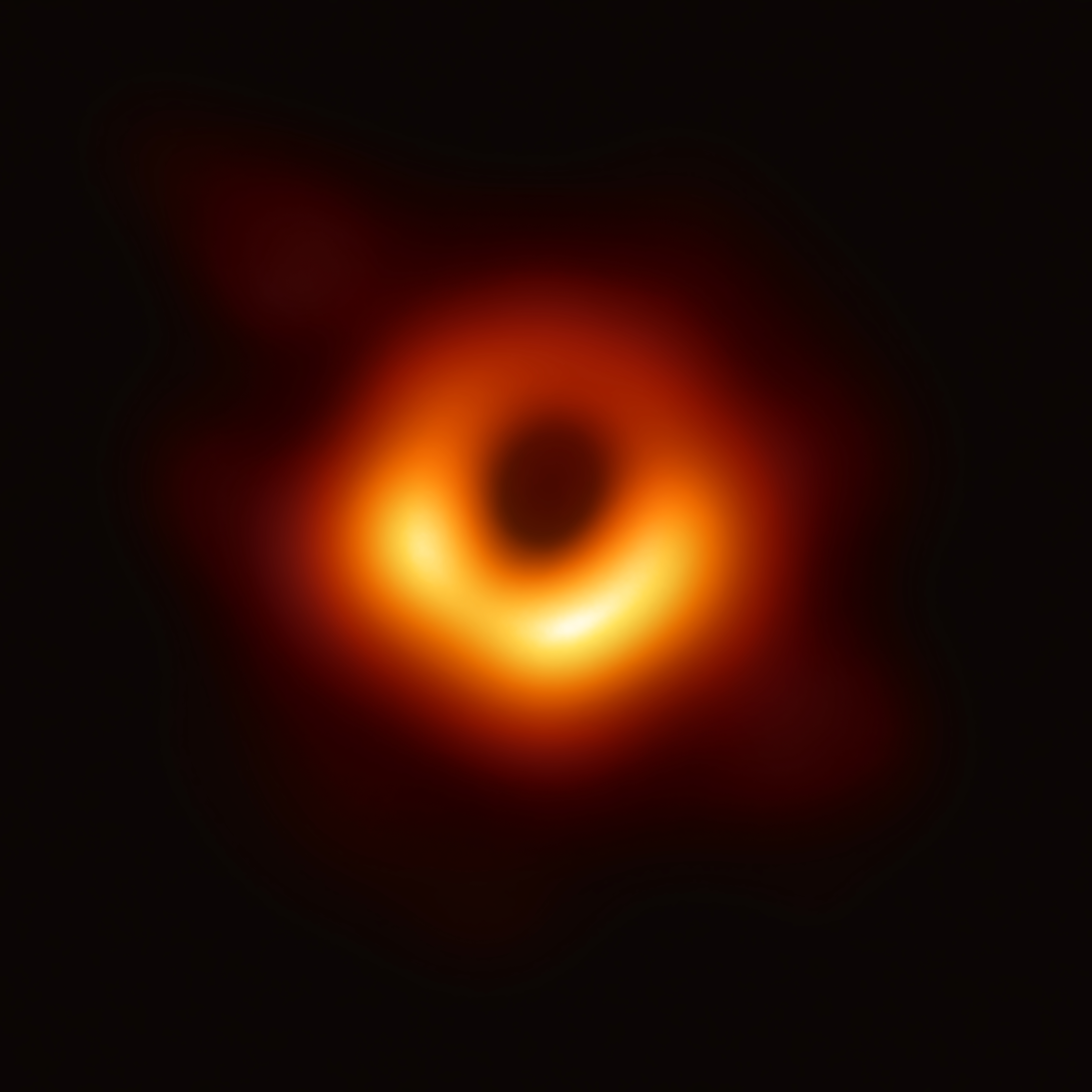
Disco de acrecimiento alrededor del agujero negro M87* situado en el centro de la lejana galaxia M87.

A menudo, en sistemas binarios en los que una de las estrellas es un objeto compacto, como un púlsar o un agujero negro, las observaciones muestran indicios de material circulando desde la estrella brillante hacia el objeto compacto. Esto ocurre cuando la estrella posee sus capas exteriores en el interior del límite de Roche del objeto compacto. El material arrancado fluye sobre dicho objeto formando un disco de acrecimiento a su alrededor. En el caso de los agujeros negros, la materia se llega a acelerar tanto que las emisiones de radiación procedentes del vórtice se dan en la longitud de onda de los rayos X. Las fuentes de rayos X suelen ser, de hecho, una pista que delata su presencia.